# 打越正行
打越 正行（うちこし まさゆき、1979年 - 2024年12月9日）は、日本の社会学者。専門分野は沖縄、参与観察。
著書『ヤンキーと地元』（筑摩書房）が2020年に第6回沖縄書店大賞を受賞したことで話題となった。

## 略歴
1979年に広島県で生まれる。中学時代の学校は荒れていて、いじめられないためにパシリになっていた。
数学教員になるつもりで琉球大学に進学するが、授業でポール・ウィリスの『ハマータウンの野郎ども』の調査を知って感銘を受け、自身でも暴走族やヤンキーに話を聞きに行くようになる。在学中に大学の駐輪場で、地元の少年たちが酒盛りをしながら少年たちの同級生に高校を辞めないよう説得している場面に出くわす。打越自身はこれまでは学校が楽しくて、行くのは当たり前だと思っていたため、「学校は一部の人のために作られた場所で、自分は無知だった」と思い知る。そこで、少年たちの話をちゃんと聞きたいと、大学院では社会学を専攻するようになった。修士課程では広島の暴走族の調査研究を行い、直感的に沖縄県の暴走族の調査は重要な研究になると考え、博士課程では沖縄の暴走族について調査を始めた。
当初、「沖縄県外出身の年上の大学院生」ということで沖縄県の暴走族の少年たちにはなかなか信用されずにいた。そこで中学時代の体験を活かし、暴走族のパシリとなることで仲間に入れてもらった。下っ端となってからは、カラオケで先輩の好きな曲を入れサビ以外を歌う、キャバクラでは先輩の好みの濃さの酒を作る、下ネタで会話を盛り上げるなどして、少年たちと一緒に時間を過ごし信頼を得ていった。このような「調査をしたい集団の一員になって調べる手法」は、社会学や人類学では「参与観察」と呼ばれる。
2016年に首都大学東京（現・東京都立大学）人文科学研究科で論文博士号（社会学）を取得する。
沖縄で中学校の非常勤講師をしながら、大学教員の公募に応募しては落ちることを繰り返すなかで大学教員の夢を一時は諦めていた。2017年には岸政彦がシノドスの編集長に打越を紹介したことから著書執筆のためのクラウドファンディングがおこなわれ、目標金額の146パーセントもの資金を集めた。このクラウドファンディングで得た資金をもとに『ヤンキーと地元』が書き上げられた。打越はこの本を「一生の記念」とし、上述のとおり大学教員の道は諦めるつもりであった。しかし同書は大きな話題を呼び、2020年からは和光大学で専任講師を務めることとなった。
2024年12月9日午後4時5分、急性骨髄性白血病のため死去。45歳没。

## 著書
単著
- 『ヤンキーと地元：解体屋、風俗経営者、ヤミ業者になった沖縄の若者たち』筑摩書房、2019年。ISBN 978-4480864659。
  - 『ヤンキーと地元：解体屋、風俗経営者、ヤミ業者になった沖縄の若者たち』〈ちくま文庫〉2024年。ISBN 978-4480439840。

共著
- 前田拓也、秋谷直矩、朴沙羅 ほか 編『最強の社会調査入門：これから質的調査をはじめる人のために』ナカニシヤ出版、2016年。ISBN 9784779510793。
- ブレイディみかこ、大西連、相馬直子、坪内祐三、安藤礼二、水野和夫、上間陽子、打越正行 ほか『atプラス29』太田出版、2016年。ISBN 978-4778315382。
- 有田亘、松井広志 編『いろいろあるコミュニケーションの社会学』北樹出版、2018年。ISBN 978-4-7793-0570-2。
- 川端浩平、安藤丈将 編『サイレント・マジョリティとは誰か：フィールドから学ぶ地域社会学』ナカニシヤ出版、2018年。ISBN 978-4779512964。
- 岸政彦、打越正行、上原健太郎、上間陽子『地元を生きる：沖縄的共同性の社会学』ナカニシヤ出版、2020年。ISBN 978-4779514975。
- 宮内洋、松宮朝、新藤慶、打越正行『〈生活 - 文脈〉理解のすすめ：他者と生きる日常生活に向けて』北大路書房、2024年。ISBN 978-4762832543。

連載
- うちなぁ見聞録 - 沖縄タイムス、2019年7月 - 2020年6月